# Fatima Soltan
Fatima Soltan, död 1681, var regerande sultaninna av Qasimkhanatet vid Okafloden i Ryssland mellan 1679 och 1681. Hon var rikets enda kvinnliga monark, och dess sista innan det erövrades av Ryssland.